# Jumbo (utwór)
Jumbo – utwór zespołu Underworld, pochodzący z albumu Beaucoup Fish, wydany jako singiel 24 maja 1999 roku. Doszedł do 4. miejsca na liście UK Dance.

## Utwór

### Wydania
„Jumbo” został wydany jako singiel 24 maja 1999 roku w (Wielkiej Brytanii) nakładem Junior Boy’s Own i V2 jako singiel (w formacie CD) w dwóch wersjach: CD 1 i CD 2. Wydany został również  formacie winylowym, 12”. 16 czerwca w Japonii ukazał się maxi singel z 2 wersjami i 4 remiksami „Jumbo”.

### Lista utworów
| 1. | Jumbo (Edit) | 4:07  |
|    | |       |
| 2. | Jumbo (Rob Rives & Francois K Main Dish) inżynier – Melon remiks, producent [dodatkowy] – Francois K, Rob Rives | 8:26  |
|    | |       |
| 3. | Jumbo (Jedis Electro Dub Mix) remiks, producent [dodatkowy] – Jedis                                             | 6:02  |
|    | |       |
|    | | 18:35 |
|    | |       |

| 1. | Jumbo                                                                              | 6:58  |
|    |                                                                                    |       |
| 2. | Jumbo (Jedis Sugar Hit Mix) remiks, producent [dodatkowy] – Jedis                  | 6:28  |
|    |                                                                                    |       |
| 3. | Jumbo (Future Shock Worlds Apart Vox) remiks, producent [dodatkowy] – Future Shock | 6:30  |
|    |                                                                                    |       |
|    |                                                                                    | 19:56 |
|    |                                                                                    |       |

| A.  | Jumbo (Rob Rives & Francois K Main Dish) inżynier – Melon remiks, producent [produkcja dodatkowa] – Francois K, Rob Rives | 6:51  |
|     | |       |
| B1. | Jumbo (Jedis Sugar Hit Mix) remiks, producent [produkcja dodatkowa] – Jedis                                               | 6:29  |
|     | |       |
| B2. | Jumbo (Future Shock Worlds Apart Vox) remiks, producent [produkcja dodatkowa] – Future Shock                              | 6:30  |
|     | |       |
|     | | 19:50 |
|     | |       |

| 1. | Jumbo (Edit) | 4:07  |
|    | |       |
| 2. | Jumbo (Rob Rives & Francois K Main Dish) inżynier – Melon remiks, producent [dodatkowy] – Francois K, Rob Rives | 8:27  |
|    | |       |
| 3. | Jumbo (Jedis Electro Dub Mix) remiks, producent [dodatkowy] – Jedis                                             | 6:04  |
|    | |       |
| 4. | Jumbo (Jedis Sugar Hit Mix) remiks, producent [dodatkowy] – Jedis                                               | 6:29  |
|    | |       |
| 5. | Jumbo (Future Shock Worlds Apart Mix) remiks, producent [dodatkowy] – Future Shock                              | 6:32  |
|    | |       |
| 6. | Jumbo (Album Version)                                                                                           | 6:58  |
|    | |       |
|    | | 38:37 |
|    | |       |

| 1. | Jumbo (Edit)                                                             | 4:07  |
|    |                                                                          |       |
| 2. | Jumbo (Rob Rives & Francois K Main Dish) remiks, – Francois K, Rob Rives | 8:26  |
|    |                                                                          |       |
| 3. | Jumbo (Jedis Electro Dub Mix) remiks – Jedi Knights                      | 6:02  |
|    |                                                                          |       |
| 4. | Jumbo (Future Shock Worlds Apart Vox) remiks – Future Shock              | 6:30  |
|    |                                                                          |       |
| 5. | Jumbo (Jedis Sugar Hit Mix) remiks – Jedi Knights                        | 6:28  |
|    |                                                                          |       |
|    |                                                                          | 31:33 |
|    |                                                                          |       |

## Odbiór

### Opinie krytyków
„Jumbo" pomógł Underworld zakończyć ich trzypłytową passę jako trio w wielkim stylu. Zawiera najseksowniejsze wokalne popisy Karla Hyde’a” i jest „oazą ziemskich rozkoszy” – uważa Sean T. Collins z magazynu Stereogum.

### Klasyfikacje
2004 – 2. miejsce na liście najlepszych piosenek Underworld magazynu Stereogum.

### Listy tygodniowe
| Kraj              | Lista                        | Pozycja |
| ----------------- | ---------------------------- | ------- |
| Belgia            | Ultratop (Flandria)          | 12      |
| Stany Zjednoczone | Dance Club Songs             | 18      |
| Szkocja           | Scottish Singles Chart       | 29      |
| Wielka Brytania   | UK Singles Chart             | 21      |
| Wielka Brytania   | UK Dance Singles             | 4       |
| Wielka Brytania   | UK Independent Singles Chart | 5       |